# 琴平急行電鐵線
琴平急行電鐵線（日语：／）是琴平急行電鐵（琴急）在1930年（昭和5年）至1944年（昭和19年）之間營運的鐵路線。另外，營運公司琴平急行電鐵在路線暫停營業後的1948年（昭和23年），被琴平參宮電鐵（琴參）收購合併。

## 概要
此路線是金刀比羅宮參詣路線中，最後一條開業的路線。路線起點是坂出，當時與相鄰的丸龜都是本州與四國之間重要的港口町。自古以來已經有許多參拜者前往金刀比羅宮，因此對於參宮路線也有很大的需求。
但是關於同一區間的鐵路線中，已經有琴平參宮電鐵（路面電車）的坂出線和琴平線（在1963年（昭和38年）廢除）服務相同區間。另外，鐵道省（即後來的國鐵）予讚本線支線（現時：四國旅客鐵道（JR四國）土讚線）與琴平電鐵（現時：高松琴平電氣鐵道琴平線）該相同區間敷設了鐵路線。上述兩線從該地區的核心城市，也是宇高聯絡船到發的港口城市高松市連接至琴平。因此，連同此路線在內，已經有4間鐵路公司提供前往琴平的客運鐵路服務，已經出現了競爭。而香川縣各地也有許多巴士路線前往琴平。考慮到當時的人口，這明顯出現一種過度競爭的狀況。加上沿線人口疏落，因此琴平急行電鐵線的業務一直低迷。
另外在當時，從大阪、神戶前往瀨戶內海地方的大阪商船等船隻。不會停泊在坂出，而是會停泊在高松或多度津。這些地區至琴平之間已經設有不同鐵路公司的路線，包含鐵道省土讚線、琴平電鐵和琴平參宮電鐵（多度津線）。琴平急行電鐵在這地區無法與其他鐵路公司進行競爭，導致了此路線陷入困境。
公司名稱內有「急行」一詞，這代表琴平急行電鐵的速度比使用路面電車行走的琴平參宮電鐵和使用蒸氣機車行走的土讚線還要快，但是實際上，所有列車班次都是各站停車。
業績在1940年（昭和15年）開始有好轉的跡象。在1942年（昭和17年）度開始獲利。但是上述已提及，此路線與土讚線和琴平參宮電鐵線完全並行，加上太平洋戰爭激烈化。在1944年（昭和19年）1月被指定為不要不急路線。此路線的各種設備需要被提供作戰爭之用，此路線被暫停營業。與琴參合併後，雖然仍然擁有路線許可，但是最後於1954年（昭和29年）9月申請廢除。在名義上和實際上，琴平急行電鐵線已經被廢除。琴平參宮電鐵在當時開始兼營巴士業務。

### 路線資料
- 路線距離：坂出站至琴急琴平站之間15.7公里（琴參電鐵路線在繞經丸龜的同一區間距離20.6公里，國鐵在繞經多度津的同一區間距離22.3公里）
- 軌距：1067毫米
- 電氣化區間：全線（直流電）
  - 在高柳變電站設有回轉變流機（交流電一方445V，直流電一方600V）直流電一方輸出功率250KW。1台常用，1台後備。製造商：日立製作所[2]
- 雙線區間：沒有（全程單線）

上述資料截至暫停營業前一刻。

## 運行概要
- 截至1930年（昭和5年）10月1日修正
  - 營業時間與班次：早上5時50分至晚上10時30分之間，大約每25分鐘一班（琴參電鐵日間每15分鐘，晚間每30分鐘一班次。而國鐵只有16個往返班次）
  - 所需時間：全線41分鐘（當時在同一區間中，琴參電鐵需時1小時10分鐘，國鐵需時49 - 54分鐘）
- 截至1941年（昭和16年）8月1日修正
  - 營業時間與班次：早上6時至晚上11時之間，整日每30分鐘一班（琴參電鐵每20分鐘一班，而國鐵只有18個往返班次）
  - 所需時間：全線36分鐘（當時在同一區間中，琴參電鐵需時1時間3分鐘，國鐵需時37 - 43分鐘）

## 歷史
- 1926年（大正15年）12月16日 - 批出鐵道許可（綾歌郡坂出町-仲多度郡琴平町，綾歌郡法動寺村-同郡栗熊村之間）[3]。
- 1928年（昭和3年）10月30日 琴平急行電鐵株式會社成立[4]
- 1930年（昭和5年）4月7日 - 坂出至電鐵琴平之間開業[5]。
- 1934年（昭和9年）3月29日 - 鐵道許可失效（綾歌郡坂出町地內的建設工程期限已過）[6]。
- 1935年（昭和10年）5月16日 - 鐵道許可被取消（綾歌郡飯野村至同郡栗熊村之間，原因：建設工程期限已過）[7]。
- 1940-42年 - 電鐵琴平站改名為琴急琴平站[8]。
- 1944年（昭和19年）1月 - 被指定為不要不急線而暫停營業。
- 1948年（昭和23年）7月1日 - 被合併至琴平參宮電鐵。
- 1954年（昭和29年）9月30日 - 舊琴平急行電鐵線正式廢除。

## 車站列表
截至暫停營業前（1944年1月）
坂出 – 女學校前 – 川津 – 津之鄉 – 池之下 – 讚岐富士 – 讚岐飯野 – 川西 – 郡家 – 垂水 – 妙見 – 公文 – 高篠 – 榎井 – 琴急琴平
坂出站當初被稱為「坂出站前」。另外榎井站與高松琴平電氣鐵道的榎井站是兩座不同的車站。琴急琴平站是位於琴平參宮電鐵琴參琴平站和高松琴平電氣鐵道琴電琴平站之間（在金倉川旁，現時：琴平郵局）。
康標
 
- 坂出站34°18′47″N 133°51′18″E / 34.312947°N 133.855005°E
- 讚岐飯野站34°16′00″N 133°50′01″E / 34.266729°N 133.833665°E
- 琴急琴平站34°11′25″N 133°49′05″E / 34.190268°N 133.817946°E

## 接續路線
截至暫停營業前（1944年1月）
- 坂出站：國鐵予讚本線（坂出站）、琴平參宮電鐵坂出線（坂出站前站）
- 琴急琴平站：國鐵土讚線（琴平站）、高松琴平電氣鐵道琴平線（琴電琴平站）、琴平參宮電鐵琴平線（琴参琴平站）

## 運輸業績
| 年度 | 客量（人） | 營業收入（日圓） | 營業支出（日圓） | 利潤（日圓） | 其他收入（日圓）       | 其他支出（日圓）       | 支付利息（日圓） | 政府補貼（日圓） |
| ---- | ---------- | ---------------- | ---------------- | ------------ | ---------------------- | ---------------------- | ---------------- | ---------------- |
| 1930 | 293,906    | 40,039           | 46,613           | ▲6,574       | 與資本有關的收入40,135 |                        | 17,080           |                  |
| 1931 | 472,787    | 53,544           | 82,909           | ▲29,365      |                        |                        | 48,039           |                  |
| 1932 | 453,468    | 48,646           | 71,974           | ▲23,328      |                        | 雜項損失1,000          | 49,024           | 17,060           |
| 1933 | 535,454    | 51,748           | 73,242           | ▲21,494      | 與資本有關的收入93,989 | 雜項損失823            | 48,341           | 38,317           |
| 1934 | 534,346    | 50,486           | 78,233           | ▲27,747      |                        | 雜項損失931            | 43,022           | 66,946           |
| 1935 | 570,246    | 54,703           | 83,658           | ▲28,955      |                        | 雜項損失5,469          | 40,400           | 66,874           |
| 1936 | 555,695    | 52,912           | 81,432           | ▲28,520      |                        | 雜項損失1,645          | 37,765           | 67,067           |
| 1937 | 637,592    | 63,948           | 79,368           | ▲15,420      |                        | 雜項損失 6折折舊 9,586 | 34,992           | 60,224           |
| 1939 | 744,972    | 73,743           | 87,707           | ▲13,964      |                        | 折舊16,604             | 23,064           | 53,632           |
| 1941 | 867,576    |                  |                  |              |                        |                        |                  |                  |

- 數據取自各年度版《鐵道統計資料》、《鐵道統計》

## 車輛
- De1形（日语：琴平急行電鉄デ1形電車）
在開業之際，於1929年（昭和4年）引入由日本車輛製造製造的De1至3、5至7，一共6輛新車。該6輛客運車輛直至暫停營業前一直使用。後來在1944年（昭和19年）3月，所有車輛轉讓給名古屋鐵道。

另外也有一架電動貨車，詳情不明。

## 主要廢線遺跡

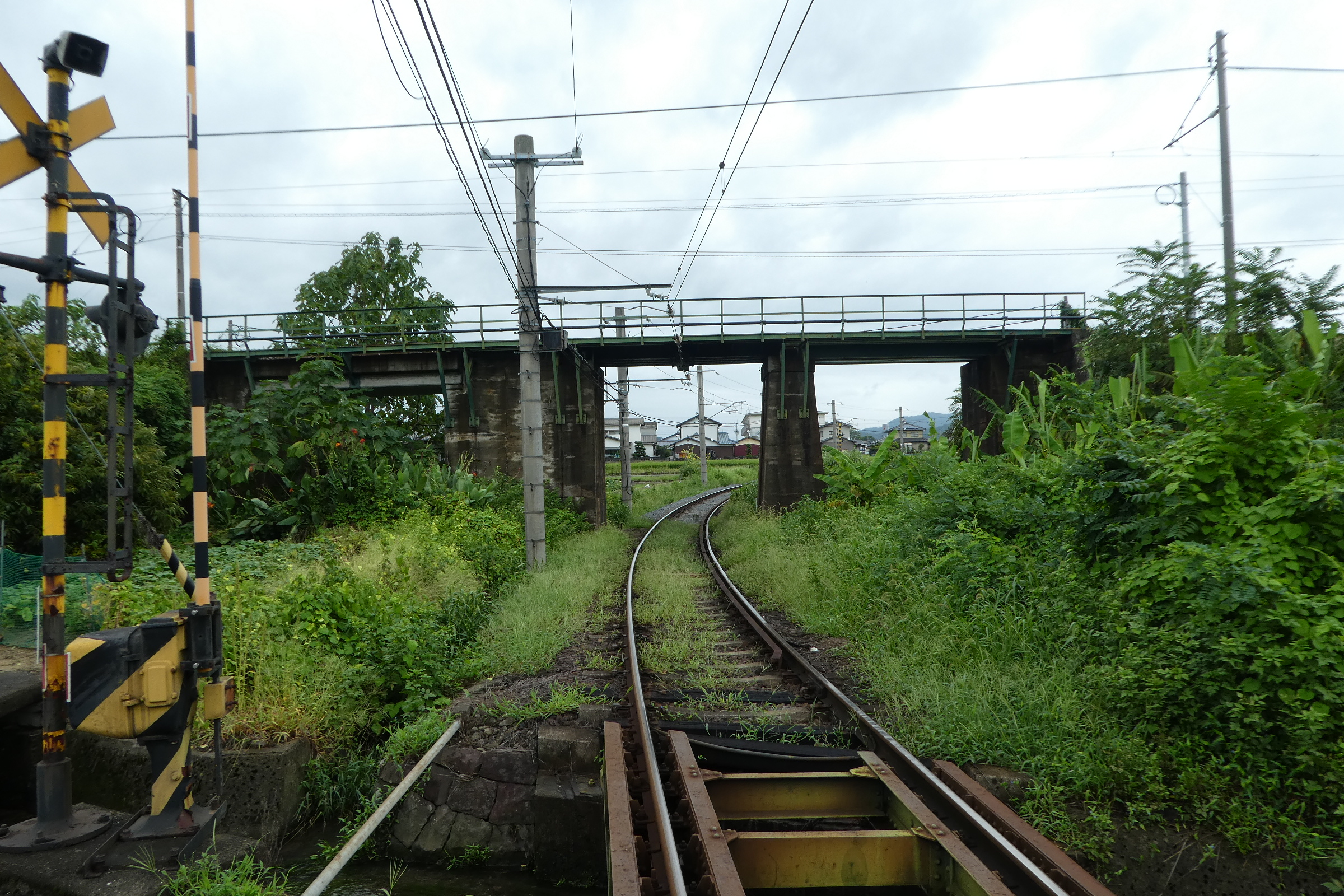
與JR土讚線立體相交處。高架橋上是JR土讚線。高架橋下的路軌是琴電琴平線。右邊的空間是琴電雙線化預留用地。左邊的空間是琴平急行線路軌遺址。

川西站位於丸龜市川西町北，於該處的JA川西支店附近還可看見部分月台遺跡，月台混凝土部分長年被田野和雜草包圍，在2009年（平成21年）終於被撤走。
高松琴平電氣鐵道琴平線和土讚線的相交處旁，也有琴平急行電鐵與土讚線的相交處遺址（參見右圖）。
在坂出交匯處西邊的大束川（日语：／）附近可看見橋腳的地基和路堤遺跡。

## 注腳
1. ↑  截至1934年的《全国乗合自動車総覧》（國立國會圖書館數碼化收藏）
2. ↑  《広島逓信局管内電気事業要覧. 第12回》（國立國會圖書館數碼化收藏）
3. ↑  「鉄道免許状下付」《官報》1926年12月18日（國立國會圖書館數碼化收藏）
4. ↑  《日本全国諸会社役員録. . 第37回（昭和4年）》、《地方鉄道及軌道一覧：昭和10年4月1日現在》（國立國會圖書館數碼化收藏）
5. ↑  「地方鉄道運輸開始」《官報》1930年4月19日（國立國會圖書館數碼化收藏）
6. ↑  「鉄道免許一部失効」《官報》1934年3月29日（國立國會圖書館數碼化收藏）
7. ↑  「鉄道免許取消」《官報》1935年5月18日（國立國會圖書館數碼化收藏）
8. ↑  今尾惠介（監修）. . 11号 中国四国. 新潮社. 2009: 51. ISBN 978-4107900296 （日语）.

## 相關項目
- 日本已停用鐵路線列表